# 武者小路千家
武者小路千家（むしゃこうじせんけ）は、茶道流派の一つ。千利休からの家督を継いだ本家の表千家に対し、分家である裏千家と併せて、三千家といわれる。茶室の装飾は他の流派と比べてシンプルで簡潔にし、茶事は無駄のない合理的な所作を重視している。
宗家は京都市上京区武者小路通り小川東入にあり、この所在地が武者小路千家の名の由来である。官休庵（かんきゅうあん）は、現在では武者小路千家の茶室を指す場合と、財団法人官休庵を指す場合がある。

## 歴史
千宗旦の先妻の次男である4代一翁宗守は、最初は兄である宗拙同様に家を出て、武者小路あたりの吉文字屋という塗師の家へ養子として入り吉岡甚右衛門と称していた。しかし宗旦の最晩年には江岑宗左とともに行動しており、自身の還暦を前に千家の茶の世界に戻り、兄弟の勧めもあって官休庵をひらいたようである。塗師の家はその後中村宗哲家へと引き継がれた。一翁は宗旦没後の1666年（寛文6年）に讃岐国高松藩の松平頼重の元へ茶堂として出仕しているが、翌年には老齢を理由に退き5代文叔宗守にその地位を譲っている。以来武者小路千家の家元は高松藩の茶道指南役に就いた。
7代直斎は武家出身の養子であるが、同時代の表千家7代如心斎や裏千家8代一燈宗室らとともに、家元制度を整備し多くの門人を受け入れ、中興と称される。しかし天明の大火や幕末兵火などによりたびたび焼失を繰り返し、そのたび再建を繰り返している。
明治になって11代一指斎が没した後、幼くして養子であった12代愈好斎は表千家に引き取られ、武者小路千家は一時中絶していた。しかし愈好斎は東京帝国大学で国史学を修め、卒業後に武者小路千家を再興した。愈好斎は西洋音楽を愛し、五線譜を意匠に用いた「君が代棗」を好んでいる。13代有隣斎は京都帝国大学の学者出身で、愈好斎とおなじく学究肌の家元であった。

## 許状
「許状」は、稽古することを許可する趣旨の書面であり、実力認定の意味合いが強い「免状」「免許」「段位」などとは性格が異なる。
- 的伝
- 小習Ⅰ（長緒、盆香合）
- 小習Ⅱ（入子調、台調）
- 小習Ⅲ（壺飾、軸飾）
- 唐物
- 準教授
- 茶通箱
- 台天目
- 盆点
- 教職
- 正教授
- 乱れ
- 十徳

## 歴代家元
千利休の没後、傍系の少庵（後妻の連子）の後を継いだ宗旦が京都に屋敷を構え三男・宗左に家督を継がせ表千家が本家となり、次男 宗守・四男 宗室にそれぞれ武者小路千家・裏千家を興させたのが三千家の始まりである。武者小路千家では初代一翁宗守を四世、二代文叔宗守を五世として数えていたが、最近は他の二家に合わせて利休より代を数えている。武者小路千家の家元は一翁の諱「宗守」を受け継ぎ、家元後嗣は「宗屋」、隠居してからは元伯の諱「宗安」を名乗る伝統である。
| 代   | 道号法諱 | 斎号   | 生没年                  | 備考                               |
| ---- | -------- | ------ | ----------------------- | ---------------------------------- |
| 初   | 利休宗易 | 抛筌斎 | 1522年- 1591年2月28日   |                                    |
| 二   | 少庵宗淳 |        | 1546年- 1614年10月10日  | 利休の後妻宗恩の連れ子で女婿       |
| 三   | 元伯宗旦 | 咄々斎 | 1578年- 1658年12月19日  |                                    |
| 四   | 一翁宗守 | 似休斎 | 1605年- 1676年12月19日  |                                    |
| 五   | 文叔宗守 | 許由斎 | 1658年- 1708年閏1月22日 |                                    |
| 六   | 真伯宗守 | 静々斎 | 1693年- 1745年3月28日   |                                    |
| 七   | 堅叟宗守 | 直斎   | 1725年- 1782年2月6日    | 九条家の臣、嵯峨家よりの養子       |
| 八   | 休翁宗守 | 一啜斎 | 1763年- 1838年4月16日   | 直斎の門人                         |
| 九   | 仁翁宗守 | 好々斎 | 1795年- 1835年1月22日   | 裏千家9代不見斎石翁の子            |
| 十   | 全道宗守 | 以心斎 | 1830年- 1891年4月14日   | 久田宗也の子、表千家10代吸江斎の弟 |
| 十一 | 一叟宗守 | 一指斎 | 1848年- 1898年12月12日  | 表千家10代吸江斎の子               |
| 十二 | 聴松宗守 | 愈好斎 | 1889年- 1953年7月21日   | 久田宗悦の子                       |
| 十三 | 徳翁宗守 | 有隣斎 | 1913年- 1999年8月19日   | 女婿                               |
| 十四 | 宗守     | 不徹斎 | 1945年-                 | 当代                               |
|      | 宗屋     | 隨縁斎 | 1975年-                 | 後嗣（若宗匠）                     |